# 克里菲茨陨击坑
克里菲茨陨击坑(Crivitz)是火星埃俄利斯区坐落在更大的古瑟夫撞击坑内的一座小陨坑，直径约6.1公里，中心坐标位于南纬14.7度、西经185.3度处。
2002年，柏林工业大学从事制图软件研究，也是美国地质调查局客座研究员的斯蒂芬·盖尔克（Stephan Gehrke），提议以德国梅克伦堡-前波美拉尼亚州西部小镇克里菲茨命名该陨坑，2003年，该名称被国际天文联合会批准采用。